# Pseudosymmachia formosanus
Pseudosymmachia formosanus är en skalbaggsart som beskrevs av Niijima och Sôichirô Kinoshita 1927. Pseudosymmachia formosanus ingår i släktet Pseudosymmachia och familjen Melolonthidae. Inga underarter finns listade i Catalogue of Life.